# Walter Blume
Walter Blume, född 23 juli 1906 i Dortmund, död 13 november 1974, var en tysk jurist och SS-Standartenführer.

## Biografi
Blume var från juni till september 1941 chef för Sonderkommando 7a inom Einsatzgruppe B. Einsatzgruppen var mobila insatsstyrkor som under Operation Barbarossa hade i uppdrag att eliminera personer som ansågs utgöra ett hot mot Tredje rikets säkerhet, till exempel judar, romer, partisaner och politruker. Einsatzgruppe B hade som helhet mördat 24 000 människor i Ryssland och Vitryssland under tre månader. År 1942 arbetade Blume med administration vid Reichssicherheitshauptamt, Nazitysklands säkerhetsministerium. Året därpå utnämndes han till chef för Sicherheitspolizei (Sipo) och Sicherheitsdienst (SD) i Aten, varifrån han organiserade deportationer av judar till Auschwitz.
Blume åtalades vid Einsatzgruppenrättegången i Nürnberg 1947–1948. När huvuddomaren Musmanno frågade Blume varför han hade låtit avrätta försvarslösa civilpersoner, svarade han att Führern hade beordrat det. Man kunde inte ifrågasätta Führerns order.
Blume dömdes till döden genom hängning, men straffet omvandlades 1951 till 25 års fängelse. Han frisläpptes dock redan 1958.